# Euxoa achyricola
Euxoa achyricola är en fjärilsart som beskrevs av Corti 1931. Euxoa achyricola ingår i släktet Euxoa och familjen nattflyn. Inga underarter finns listade i Catalogue of Life.